# 台湾石豆兰
小豆兰（学名：Bulbophyllum aureolabellum），又名细豆兰、台湾石豆兰，为兰科石豆兰属下的一个种。它是台灣特有種植物，主要分佈於能高山、林田山等海拔1200米的森林。

## 扩展阅读
- 維基物種上的相關：小豆兰